# Debra Mooney
Debra Mooney (Aberdeen, Dakota do Sul, 28 de agosto de 1947) é uma atriz estadunidense, mais conhecida por sua participação na série de televisão Everwood como Edna. Conhecida também como Evelyn Hunt em Grey's Anatomy.

## Filmografia

### Televisão
- 2015 The Originals como Mary Dumas
- 2009 Grey's Anatomy como Sra. Hunt
- 2009 Eleventh Hour como Pete Hammer
- 2009 ER como Barbara Feingold
- 2008 Cold Case como Betty Sue Baker
- 2008 Pushing Daisies Calista Cod
- 2008 Boston Legal como Patrice Webb
- 2007 Private Practice como Sylvie
- 2007 Psych como Sra. Lassiter
- 2006 The Closer como Elaine Donahue
- 2006 Everwood como Edna Harper
- 2004 Joan of Arcadia como Ruth Washington
- 2003 The Practice como P. Spindle
- 2003 Everybody Loves Raymond como Lee
- 2002 Philly como Brenda Pagano
- 2001 Judging Amy como Marjorie Landsdown
- 2000 Just Shoot Me! como Ellen Gelman
- 1999 ER como Leila Morgan
- 1998 Maggie Winters como Idah
- 1997 Caroline in the City como Eleanor
- 1997 The Naked Truth como Eleanor
- 1996 Boston Common como Sra. Taggert
- 1996 Ellen como Barbara
- 1996 Champs como Prof. Carnovsky
- 1996 Touched by an Angel como Sra. Shaw
- 1996 Sisters como Paulette Brown
- 1996 Kirk como Sally
- 1995 The George Wendt Show como Sra. Blake
- 1995 Mad About You como Irmã Dorothea
- 1995 Party of Five como Gloria Metzler
- 1995 Pig Sty como Kasha
- 1995 Step by Step como Enf. Deckers
- 1995 Northern Exposure como Jane Stowe O'Connell
- 1994 One West Waikiki como Sarah Gaines
- 1994 The George Carlin Show como Rosemarie
- 1994 Murphy Brown como Dr. Lee Larkin
- 1994 Schemes como Ruby
- 1993 Grace Under Fire como Peg
- 1993 Seinfeld como Sra. Sweedler
- 1993 Flying Blind como Joan
- 1992 The Fresh Prince of Bel-Air como Enf. Petty
- 1991 Tales from the Crypt como Ellen
- 1991 Davis Rules como Sra. Rush
- 1990 Empty Nest como Sra. Bierman
- 1990 Roseanne como Sra. Wellman
- 1989 Dream Street como Lillian DeBeau

### Cinema
- 2001 Domestic Disturbance como Theresa
- 1989 Dead Poets Society como Sra. Anderson
- 1986 Agent on Ice como Sra. Kirkpatrick
- 1982 Tootsie como Sra. Mallory
- 1979 Chapter Two como Marilyn
- 2019  Capitã Marvel skrulls velinha